# CONCACAF Champions League 2008/09
De CONCACAF Champions League 2008/09 was de eerste editie van dit voetbaltoernooi voor clubs die door de CONCACAF wordt georganiseerd. De CONCACAF Champions League verving dit seizoen de CONCACAF Champions Cup die tussen 1963-2008 43 edities kende. Het is de Noord- en Midden-Amerikaanse tegenhanger van de Europese Champions League.
CF Atlante nam als winnaar van dit continentaal toernooi deel aan het Wereldkampioenschap voetbal voor clubs 2009.

## Opzet
In het eerste seizoen van de CONCACAF Champions League namen 24 clubs deel, als volgt verdeelt:
- van de NAFU
4 clubs uit Mexico en de Verenigde Staten
1 club uit Canada
- van de UNCAF
2 clubs uit Costa Rica, El Salvador, Guatemala, Honduras en Panama
1 club uit Belize en Nicaragua
- van de CFU
3 clubs via de CFU Club Championship
In de voorronde speelden zestien clubs een heen- en terugwedstrijd. De winnaars van deze duels plaatsen zich, samen met acht direct gekwalificeerde teams voor de groepsfase. De 16 teams werden verdeeld in vier groepen van vier waarvan de teams twee keer tegen elkaar spelen in een thuis- en uitwedstrijd. De nummers één en twee van elke groep plaatsen zich voor de knock-outfase die ook middels thuis- en uitwedstrijden wordt gespeeld.
Voorronde (16 teams)
2 clubs uit Mexico, Panama en de Verenigde Staten
1 club uit Canada, Belize, Costa Rica, El Salvador, Guatemala, Honduras en Nicaragua
3 clubs via de CFU Club Championship 2007
Groepsfase(16 teams)
2 clubs uit Mexico en de Verenigde Staten
1 club uit Costa Rica, El Salvador, Guatemala en Honduras
8 winnaars van de voorronde

## Toernooi

### Loting
De loting voor de voorronde en de groepsfase vond op woensdag 11 juni 2008 in New York plaats. De loting voor de knock-outfase (kwart-, halve finale en finale) vond op 10 december 2008 plaats.
| Groepsfase             | Groepsfase       | Groepsfase         | Groepsfase            |
| Pot A                  | Pot A            | Pot B              | Pot B                 |
| ---------------------- | ---------------- | ------------------ | --------------------- |
| CF Atlante             | Houston Dynamo   | Deportivo Saprissa | CSD Municipal         |
| Santos Laguna          | DC United        | CD Olimpia         | CD Luis Ángel Firpo   |
| Voorronde              |                  |                    |                       |
| Pot A                  | Pot A            | Pot B              | Pot B                 |
| Pumas UNAM             | Alajuelense      | CD Jalapa          | Real Estelí           |
| Cruz Azul              | Club Marathón    | AD Isidro Metapán  | Harbour View FC       |
| New England Revolution | San Francisco FC | Tauro FC           | Joe Public FC         |
| Chivas USA             | Montreal Impact  | Hankook Verdes     | Puerto Rico Islanders |

### Voorronde
De heenwedstrijden werden gespeeld van 26 tot en met 28 augustus gespeeld, de terugwedstrijden van 2 tot en met 4 september 2008.
| Team 1            | Tot. | Team 2                 | 1e wedstr.    | 2e wedstr. |
| ----------------- | ---- | ---------------------- | ------------- | ---------- |
| CD Jalapa         | 1-5  | San Francisco FC       | 1-0           | 0-5        |
| Joe Public FC     | 6-1  | New England Revolution | 2-1           | 4-0        |
| Alajuelense       | 2-3  | Puerto Rico Islanders  | 1-1           | 1-2        |
| Cruz Azul         | 12-0 | Hankook Verdes         | 6-0           | 6-0        |
| Harbour View FC   | 0-3  | Pumas UNAM             | Geannuleerd * | 0-3        |
| Tauro FC          | 3-1  | Chivas USA             | 2-0           | 1-1        |
| Montreal Impact   | 1-0  | Real Estelí            | 1-0           | 0-0        |
| AD Isidro Metapán | 2-3  | Club Marathón          | 2-2           | 1-2        |

 * Door Orkaan Gustav is de wedstrijd tussen Harbour View en UNAM Pumas geannuleerd. 

### Groepsfase
Speeldata
speeldag 1: 16-18 september 2008
speeldag 2: 23-25 september 2008
speeldag 3: 30 september - 2 oktober 2008
speeldag 4: 7-9 oktober 2008
speeldag 5: 21-23 oktober 2008
speeldag 6: 28-30 oktober 2008
| Kleuren in de groepstabelen                |
| ------------------------------------------ |
| Teams die door zijn naar de volgende ronde |
| Teams die zijn uitgeschakeld               |

In de uitslagentabellen is het thuisteam genoteerd in de linker kolom.

#### Groep A
| Team               | Pld | W | D | L | GF | GA | GD | Pts |
| ------------------ | --- | - | - | - | -- | -- | -- | --- |
| Club Marathón      | 6   | 4 | 1 | 1 | 12 | 5  | +7 | 13  |
| Cruz Azul          | 6   | 3 | 1 | 2 | 8  | 4  | +4 | 10  |
| Deportivo Saprissa | 6   | 3 | 1 | 2 | 7  | 9  | −2 | 10  |
| DC United          | 6   | 0 | 1 | 5 | 4  | 13 | −9 | 1   |

|                    | DCU | SAP   | CAZ | MAR |
| ------------------ | --- | ----- | --- | --- |
| DC United          | -   | 0-2   | 0-1 | 2-4 |
| Deportivo Saprissa | 2-2 | -     | 1-0 | 2-1 |
| Cruz Azul          | 2-0 | 4-0   | -   | 1-1 |
| Club Marathón      | 2-0 | 2-0 * | 2-0 | -   |

 * Deze wedstrijd stond officieel voor 23 oktober gepland maar door de overstromingen in San Pedro Sula is de wedstrijd verplaatst naar 5 november. 

#### Groep B
| Team                | Pld | W | D | L | GF | GA | GD  | Pts |
| ------------------- | --- | - | - | - | -- | -- | --- | --- |
| Pumas UNAM          | 6   | 3 | 3 | 0 | 18 | 7  | +11 | 12  |
| Houston Dynamo      | 6   | 2 | 3 | 1 | 9  | 9  | 0   | 9   |
| CD Luis Ángel Firpo | 6   | 2 | 2 | 2 | 6  | 8  | −2  | 8   |
| San Francisco FC    | 6   | 0 | 2 | 4 | 4  | 13 | −9  | 2   |

|                     | HOU | LAF   | SFR | UNA |
| ------------------- | --- | ----- | --- | --- |
| Houston Dynamo      | -   | 1-0 * | 2-1 | 1-3 |
| CD Luis Ángel Firpo | 1-1 | -     | 1-0 | 1-0 |
| San Francisco FC    | 0-0 | 2-3   | -   | 1-1 |
| Pumas UNAM          | 4-4 | 3-0   | 6-0 | -   |

 * Deze wedstrijd stond officieel voor 17 september gepland maar door Orkaan Ike is het duel uitgesteld naar 26 november. 

#### Groep C
| Team            | Pld | W | D | L | GF | GA | GD  | Pts |
| --------------- | --- | - | - | - | -- | -- | --- | --- |
| CF Atlante      | 6   | 3 | 2 | 1 | 6  | 3  | +3  | 11  |
| Montreal Impact | 6   | 3 | 2 | 1 | 10 | 5  | +5  | 11  |
| CD Olimpia      | 6   | 2 | 2 | 2 | 10 | 6  | +4  | 8   |
| Joe Public FC   | 6   | 1 | 0 | 5 | 3  | 15 | −12 | 3   |

|                 | CFA | CDO | JOE | MON |
| --------------- | --- | --- | --- | --- |
| CF Atlante      | -   | 1-0 | 0-1 | 2-1 |
| CD Olimpia      | 1-1 | -   | 4-0 | 1-2 |
| Joe Public FC   | 0-2 | 1-3 | -   | 1-4 |
| Montreal Impact | 0-0 | 1-1 | 2-0 | -   |

#### Groep D
| Team                  | Pld | W | D | L | GF | GA | GD | Pts |
| --------------------- | --- | - | - | - | -- | -- | -- | --- |
| Santos Laguna         | 6   | 3 | 1 | 2 | 14 | 11 | +3 | 10  |
| Puerto Rico Islanders | 6   | 2 | 2 | 2 | 9  | 10 | −1 | 8   |
| Tauro FC              | 6   | 2 | 2 | 2 | 9  | 10 | −1 | 8   |
| CSD Municipal         | 6   | 1 | 3 | 2 | 12 | 13 | −1 | 6   |

|                       | SAN | MUN | PRI | TAU |
| --------------------- | --- | --- | --- | --- |
| Santos Laguna         | -   | 3-2 | 3-0 | 3-0 |
| CSD Municipal         | 4-4 | -   | 2-2 | 2-2 |
| Puerto Rico Islanders | 3-1 | 0-1 | -   | 2-1 |
| Tauro FC              | 2-0 | 2-1 | 2-2 | -   |

### Knock-outfase

#### Kwartfinale
De heenwedstrijden werden van 24 tot en met 26 februari gespeeld, de terugwedstrijden van 3 tot en met 5 maart.
| Team 1                | Tot. | Team 2        | 1e wedstr. | 2e wedstr. |
| --------------------- | ---- | ------------- | ---------- | ---------- |
| Houston Dynamo        | 1-4  | CF Atlante    | 1-1        | 0-3        |
| Cruz Azul             | 2-0  | Pumas UNAM    | 1-0        | 1-0        |
| Montreal Impact       | 4-5  | Santos Laguna | 2-0        | 2-5        |
| Puerto Rico Islanders | 3-1  | Club Marathón | 2-1        | 1-0        |

Heenwedstrijden
|                                |                |     |             |                                                                             |
| 24 februari 2009 21:00 (UTC−6) | Houston Dynamo | 1-1 | Atlante     | Robertson Stadium, Houston Toeschouwers: 10.203 Scheidsrechter: Neal Brizan |
| 24 februari 2009 21:00 (UTC−6) | Boswell 30'    |     | Pereyra 82' | Robertson Stadium, Houston Toeschouwers: 10.203 Scheidsrechter: Neal Brizan |

|                                |                 |     |               |                                                                             |
| 25 februari 2009 20:00 (UTC−5) | Montreal Impact | 2-0 | Santos Laguna | Olympic Stadium, Montreal Toeschouwers: 55.571 Scheidsrechter: Terry Vaughn |
| 25 februari 2009 20:00 (UTC−5) | Sebrango 5' 77' |     |               | Olympic Stadium, Montreal Toeschouwers: 55.571 Scheidsrechter: Terry Vaughn |

|                                |           |     |                      |                                                                               |
| 25 februari 2009 21:00 (UTC−6) | Cruz Azul | 1-0 | Universidad Nacional | Estadio Azul, Mexico-Stad Toeschouwers: 12.000 Scheidsrechter: Walter Quesada |
| 25 februari 2009 21:00 (UTC−6) | Lozano 5' |     |                      | Estadio Azul, Mexico-Stad Toeschouwers: 12.000 Scheidsrechter: Walter Quesada |

|                                |                             |     |              |                                                                                            |
| 26 februari 2009 21:00 (UTC−4) | Puerto Rico Islanders       | 2-1 | Marathón     | Estadio Juan Ramón Loubriel, Bayamón Toeschouwers: 3.500 Scheidsrechter: Courtney Campbell |
| 26 februari 2009 21:00 (UTC−4) | Addlery 74' Jagdeosingh 80' |     | Palacios 41' | Estadio Juan Ramón Loubriel, Bayamón Toeschouwers: 3.500 Scheidsrechter: Courtney Campbell |

Terugwedstrijden
|                            |                                       |     |                |                                                                                          |
| 3 maart 2009 21:00 (UTC−6) | Atlante                               | 3-0 | Houston Dynamo | Estadio Andrés Quintana Roo, Cancún Toeschouwers: 10.000 Scheidsrechter: Silviu Petrescu |
| 3 maart 2009 21:00 (UTC−6) | Navarro 24' Márquez 37' Maldonado 90' |     |                | Estadio Andrés Quintana Roo, Cancún Toeschouwers: 10.000 Scheidsrechter: Silviu Petrescu |

|                            |          |             |                       |                                                                                                |
| 4 maart 2009 19:00 (UTC−6) | Marathón | 0-1         | Puerto Rico Islanders | Estadio Olímpico Metropolitano, San Pedro Sula Toeschouwers: 8.000 Scheidsrechter: Elmar Rodas |
| 4 maart 2009 19:00 (UTC−6) |          | Addlery 90' |                       | Estadio Olímpico Metropolitano, San Pedro Sula Toeschouwers: 8.000 Scheidsrechter: Elmar Rodas |

|                            |                      |             |           |                                                                                               |
| 4 maart 2009 21:00 (UTC−6) | Universidad Nacional | 0-1         | Cruz Azul | Estadio Olímpico Universitario, Mexico-Stad Toeschouwers: 19.721 Scheidsrechter: Joel Aguilar |
| 4 maart 2009 21:00 (UTC−6) |                      | Riveros 86' |           | Estadio Olímpico Universitario, Mexico-Stad Toeschouwers: 19.721 Scheidsrechter: Joel Aguilar |

|                            |                                                |     |                        |                                                                               |
| 5 maart 2009 21:00 (UTC−6) | Santos Laguna                                  | 5-2 | Montreal Impact        | Estadio Corona, Torreón Toeschouwers: 12.000 Scheidsrechter: Roberto Moreno ) |
| 5 maart 2009 21:00 (UTC−6) | Benítez 16' Vuoso 52' 75' Quintero 90+2' 90+5' |     | Brown 24' Sebrango 38' | Estadio Corona, Torreón Toeschouwers: 12.000 Scheidsrechter: Roberto Moreno ) |

#### Halve finale
| Team 1                | Tot. | Team 2     | 1e wedstr. | 2e wedstr.   |
| --------------------- | ---- | ---------- | ---------- | ------------ |
| Puerto Rico Islanders | 3-3  | Cruz Azul  | 2-0        | 1-3 ns (2-4) |
| Santos Laguna         | 3-4  | CF Atlante | 2-1        | 1-3          |

Heenwedstrijden
|                             |                       |     |           |                                                                                       |
| 17 maart 2009 20:00 (UTC−4) | Puerto Rico Islanders | 2-0 | Cruz Azul | Estadio Juan Ramón Loubriel, Bayamón Toeschouwers: 12.751 Scheidsrechter: Neal Brizan |
| 17 maart 2009 20:00 (UTC−4) | Gbandi 4' Addlery 37' |     |           | Estadio Juan Ramón Loubriel, Bayamón Toeschouwers: 12.751 Scheidsrechter: Neal Brizan |

|                             |                 |     |             |                                                        |
| 18 maart 2009 20:00 (UTC−6) | Santos Laguna   | 2-1 | CF Atlante  | Estadio Corona, Torreón Scheidsrechter: Walter Quesada |
| 18 maart 2009 20:00 (UTC−6) | Quintero 6' 75' |     | Pereyra 35' | Estadio Corona, Torreón Scheidsrechter: Walter Quesada |

Terugwedstrijden
|                            |                                      |        |                       |                                                                         |
| 7 april 2009 21:00 (UTC−5) | Cruz Azul                            | 3-1 nv | Puerto Rico Islanders | Estadio Azul, Mexico-Stad Toeschouwers: 6.928 Scheidsrechter: Paul Ward |
| 7 april 2009 21:00 (UTC−5) | Zeballos 44' Orozco 84' Villaluz 99' |        | Gbandi 92'            | Estadio Azul, Mexico-Stad Toeschouwers: 6.928 Scheidsrechter: Paul Ward |

|                                      |     | strafschoppen                      |  |
| Zeballos Andrade Torrado Lugo Orozco | 4-2 | Arrieta Delgado Jagdeosingh Krause |  |

|                            |                                           |     |               |                                                                                      |
| 8 april 2009 21:00 (UTC−5) | CF Atlante                                | 3-1 | Santos Laguna | Estadio Andrés Quintana Roo, Cancún Toeschouwers: 12.000 Scheidsrechter: Mark Geiger |
| 8 april 2009 21:00 (UTC−5) | Rey 41' Maldonado 73' Márquez 94+' (pen.) |     | Vuoso 67'     | Estadio Andrés Quintana Roo, Cancún Toeschouwers: 12.000 Scheidsrechter: Mark Geiger |

#### Finale
De heenwedstrijd werd op 22 april gespeeld, de terugwedstrijd werd uitgesteld van 29 april naar 12 mei 2009 vanwege de uitbraak van de varkensgriep in Mexico.
| Team 1    | Tot. | Team 2     | 1e wedstr. | 2e wedstr. |
| --------- | ---- | ---------- | ---------- | ---------- |
| Cruz Azul | 0-2  | CF Atlante | 0-2        | 0-0        |

Heenwedstrijd
|               |           |                          |         |                                                                                        |
| 22 april 2009 | Cruz Azul | 0-2                      | Atlante | Estadio Azul, Mexico-Stad Toeschouwers: 22.718 Scheidsrechter: Marco Antonio Rodríguez |
| 22 april 2009 |           | Navarro 17' Bermúdez 24' |         | Estadio Azul, Mexico-Stad Toeschouwers: 22.718 Scheidsrechter: Marco Antonio Rodríguez |

Terugwedstrijd
|             |            |     |           |                                                                                            |
| 12 mei 2009 | CF Atlante | 0-0 | Cruz Azul | Estadio Andrés Quintana Roo, Cancún Toeschouwers: 13.000 Scheidsrechter: Armando Archundia |
| 12 mei 2009 |            |     |           | Estadio Andrés Quintana Roo, Cancún Toeschouwers: 13.000 Scheidsrechter: Armando Archundia |

### Topscorers
| Doelpunten | Naam               | Team                  |
| ---------- | ------------------ | --------------------- |
| 6          | Javier Orozco      | Cruz Azul             |
| 5          | Brunett Hay        | Tauro FC              |
| 5          | Agustín Herrera    | Santos Laguna         |
| 5          | Francisco Palencia | Pumas UNAM            |
| 5          | Guillermo Ramírez  | CSD Municipal         |
| 5          | Gregory Richardson | Joe Public FC         |
| 4          | Edwin Aguilar      | Tauro FC              |
| 4          | Milton Núñez       | Club Marathón         |
| 3          | Mario Acevedo      | CSD Municipal         |
| 3          | Cristian Benítez   | Santos Laguna         |
| 3          | Roberto Brown      | Montreal Impact       |
| 3          | Ramiro Bruschi     | CD Olimpia            |
| 3          | Tony Donatelli     | Montreal Impact       |
| 3          | Temístocles Pérez  | San Francisco FC      |
| 3          | Osei Telesford     | Puerto Rico Islanders |
| 3          | Nicolás Vigneri    | Cruz Azul             |
| 3          | Alberto Zapata     | San Francisco FC      |
| 3          | Pablo Zeballos     | Cruz Azul             |

Champions Cup: 1962 · 1963 · 1964 · 1965 · 1967 · 1968 · 1969 · 1970 · 1971 · 1972 · 1973 · 1974 · 1975 · 1976 · 1977 · 1978 · 1979 · 1980 · 1981 · 1982 · 1983 · 1984 · 1985 · 1986 · 1987 · 1988 · 1989 · 1990 · 1991 · 1992 · 1993 · 1994 · 1995 · 1996 · 1997 · 1998 · 1999 · 2000 · 2002 · 2003 · 2004 · 2005 · 2006 · 2007 · 2008 

Champions League: 2008/09 · 2009/10 · 2010/11 · 2011/12 · 2012/13 · 2013/14 · 2014/15 · 2015/16 · 2016/17 · 2018 · 2019 · 2020 · 2021 · 2022 · 2023